# Associação Jaguaré Esporte Clube
Maillots
L'Associação Jaguaré Esporte Clube est un club brésilien de football basé à Jaguaré dans l'État de l'Espírito Santo.